# Eredivisie 2007-2008 (calcio femminile)
L'edizione 2007-2008 è stata la prima dell'Eredivisie, la nuova massima serie a carattere professionistico del campionato olandese femminile di calcio. Il torneo prese il via il 29 agosto 2007 e si concluse il 21 maggio 2008. Il campionato è stato vinto dall'AZ Alkmaar, al primo titolo di Eredivisie, nonché primo assoluto.

## Stagione

### Novità
Nel marzo 2007 la federazione dei Paesi Bassi (KNVB) presentò un piano per l'istituzione di una serie professionistica per il campionato nazionale, alla quale avrebbero contribuito società calcistiche professionistiche. Alla prima edizione dell'Eredivisie presero parte 6 squadre: ADO Den Haag, AZ Alkmaar, Heerenveen, Twente, Utrecht e Willem II.
La KNVB assicurò ai club iscritti alla competizione un supporto tecnico ed economico, mentre i club avrebbero messo a disposizione della squadra femminile le strutture a disposizione delle sezioni professionistiche maschile. Inoltre, ciascun club doveva istituire una sezione amatoriale da iscrivere al campionato nazionale, da usare come squadra riserve. Il campionato era previsto disputarsi il giovedì o il venerdì e non erano previste retrocessioni.

### Formato
Le sei squadre partecipanti si sono affrontate in un doppio girone all'italiana con partite di andata e ritorno, per un totale di 20 giornate e ciascuna squadra affrontava le altre quattro volte. La squadra prima classificata veniva dichiarata campione dei Paesi Bassi e veniva ammessa alla UEFA Women's Cup per la stagione successiva. Non erano previste retrocessioni.

## Squadre partecipanti
| Club         | Città      | Stadio                     | Stagione precedente |
| ------------ | ---------- | -------------------------- | ------------------- |
| ADO Den Haag | L'Aia      | Cars Jeans Stadion         | -                   |
| AZ Alkmaar   | Alkmaar    | Complesso sportivo 't Lood | -                   |
| Heerenveen   | Heerenveen | Stadio Abe Lenstra         | -                   |
| Twente       | Enschede   | De Grolsch Veste           | -                   |
| Utrecht      | Utrecht    | Stadion Galgenwaard        | -                   |
| Willem II    | Tilburg    | Stadio Willem II           | -                   |

## Classifica finale
|  | Pos. | Squadra      | Pt | G  | V  | N | P  | GF | GS | DR  |
|  | ---- | ------------ | -- | -- | -- | - | -- | -- | -- | --- |
|  | 1.   | AZ Alkmaar   | 37 | 20 | 11 | 4 | 5  | 29 | 16 | +13 |
|  | 2.   | Willem II    | 34 | 20 | 10 | 4 | 6  | 41 | 21 | +20 |
|  | 3.   | Utrecht      | 32 | 20 | 10 | 2 | 8  | 35 | 29 | +6  |
|  | 4.   | ADO Den Haag | 29 | 20 | 7  | 8 | 5  | 25 | 27 | -2  |
|  | 5.   | Twente       | 24 | 20 | 7  | 3 | 10 | 27 | 36 | -9  |
|  | 6.   | Heerenveen   | 11 | 20 | 2  | 5 | 13 | 12 | 40 | -28 |

Legenda:
      Campione dei Paesi Bassi e ammessa alla UEFA Women's Cup 2008-2009
Regolamento:
Tre punti a vittoria, uno a pareggio, zero a sconfitta.

## Risultati
|              | ADO  | ADO  | AZ   | AZ   | Hee  | Hee  | Twe  | Twe  | Utr  | Utr  | Wil  | Wil  |
| ------------ | ---- | ---- | ---- | ---- | ---- | ---- | ---- | ---- | ---- | ---- | ---- | ---- |
| ADO Den Haag | –––– | –––– | 0-1  | 0-0  | 1-1  | 0-0  | 1-1  | 2-0  | 3-0  | 2-2  | 1-0  | 1-4  |
| AZ           | 0-1  | 1-1  | –––– | –––– | 4-0  | 2-1  | 0-1  | 3-1  | 2-0  | 2-3  | 2-1  | 1-0  |
| Heerenveen   | 1-2  | 1-2  | 0-1  | 1-0  | –––– | –––– | 0-2  | 0-2  | 0-1  | 0-3  | 0-5  | 1-1  |
| Twente       | 3-2  | 2-2  | 1-2  | 0-2  | 2-3  | 0-0  | –––– | –––– | 2-3  | 3-2  | 2-0  | 0-5  |
| Utrecht      | 4-0  | 2-3  | 0-2  | 3-2  | 4-1  | 0-0  | 0-2  | 2-1  | –––– | –––– | 1-0  | 0-3  |
| Willem II    | 1-1  | 3-0  | 0-0  | 2-2  | 3-0  | 5-2  | 5-2  | 2-0  | 0-5  | 1-0  | –––– | –––– |

## Statistiche

### Classifica marcatrici
| Gol |  |  | Giocatore                    | Squadra      |
| --- |  |  | ---------------------------- | ------------ |
| 20  |  |  | Karin Stevens                | Willem II    |
| 10  |  |  | Sylvia Smit                  | Twente       |
| 9   |  |  | Claudia van den Heiligenberg | AZ           |
| 9   |  |  | Dominique Vugts              | Willem II    |
| 8   |  |  | Shirley Smith                | Utrecht      |
| 6   |  |  | Anouk Dekker                 | Twente       |
| 6   |  |  | Nangila van Eyck             | ADO Den Haag |
| 5   |  |  | Chantal de Ridder            | AZ           |